# Élections générales kororaises de 2017
 (août 2021).
Les élections générales kororaises de 2017 sont les élections générales ayant eu lieu dans l'État de Koror aux Palaos. Elles se sont déroulées le 14 novembre 2017.

## Candidatures

### Candidats à la fonction de gouverneur
Sept candidats se sont présentés au poste de gouverneur :
| Nom                  | Qualité | Dépôt de candidature | Résultats            |
| -------------------- | ------- | -------------------- | -------------------- |
| Lilian Uludong       |         |                      |                      |
| Franco B. Gibbons    |         |                      | 1094 (deuxième tour) |
| Eyos Rudimch         |         |                      | 1175 (deuxième tour) |
| Alfonso Diaz         |         |                      |                      |
| Roman Yano           |         |                      |                      |
| Sam Yoyo Masang      |         |                      |                      |
| Harry Rubasech Fritz |         |                      |                      |

#### Deuxième tour
À la suite d'un deuxième tour le 12 décembre 2017 entre Eyos Rudimch et Franco B. Gibbons, ce dernier fut élu au poste de gouverneur.
| Nom               | Résultats |
| ----------------- | --------- |
| Franco B. Gibbons | 1771      |
| Eyos Rudimch      | 1582      |

### Candidats à la Législature
Les candidats pour la Législature sont au nombre de 19, dont 12 pour les 5 sièges octroyés à la circonscription générale de Koror. Les candidats sont :
| Nom                      | Qualité | Résultats |
| ------------------------ | ------- | --------- |
| Alan T. Marbou           |         | Élu       |
| Vierra J. Toribiong      |         | Élue      |
| Ann Pedro                |         | Élue      |
| Jose Ise                 |         |           |
| Jason Nolan              |         | Élu       |
| Susan Ngirausui          |         | Élue      |
| Elicita Morei            |         |           |
| Kazuki « Topps » Sungino |         |           |
| Kenjiro Dengokl          |         |           |
| Pauline Ina Rivera       |         |           |
| Uchel Sechewas           |         |           |
| Jennifer Sugiyama        |         | Élue      |
| Carson Olkeriil          |         |           |
| Alonz Moses              |         |           |
| Millan Isack             |         |           |
| Clint Mersai             |         |           |
| Earnest Ongidobel        |         |           |
| King Malsol Sam          |         |           |
| Sinesio Sandei           |         |           |

## Sources